# Olympische Sommerspiele 2024/Teilnehmer (Paraguay)
| Gelbes Symbol für Goldmedaillen mit stilisierten Olympischen Ringen | Graues Symbol für Silbermedaillen mit stilisierten Olympischen Ringen | Braundes Symbol für Bronzemedaillen mit stilisierten Olympischen Ringen |
| ------------------------------------------------------------------- | --------------------------------------------------------------------- | ----------------------------------------------------------------------- |
| —                                                                   | —                                                                     | —                                                                       |

Paraguay nahm an den Olympischen Spielen 2024 vom 26. Juli bis zum 11. August 2024 in Paris teil. Es war die insgesamt 14. Teilnahme an Olympischen Sommerspielen.

## Teilnehmer nach Sportarten

### Beachvolleyball
Durch den Sieg beim CSV Continental Cup Final im heimischen Asunción erhielt Paraguay einen Startplatz für den Wettbewerb der Frauen. Paraguay ging damit erstmals in seiner olympischen Geschichte bei den Beachvolleyballwettbewerben an den Start.
| Athleten                           | Gruppenphase      | Gruppenphase              | Gruppenphase | Gruppenphase | Achtelfinale  | Achtelfinale  | Viertelfinale | Viertelfinale | Halbfinale    | Halbfinale    | Finale / Platz 3 | Finale / Platz 3 | Rang |
| Athleten                           | Gegner            | Ergebnis                  | Punkte       | Rang         | Gegner        | Ergebnis      | Gegner        | Ergebnis      | Gegner        | Ergebnis      | Gegner           | Ergebnis         | Rang |
| ---------------------------------- | ----------------- | ------------------------- | ------------ | ------------ | ------------- | ------------- | ------------- | ------------- | ------------- | ------------- | ---------------- | ---------------- | ---- |
| Frauen                             |                   |                           |              |              |               |               |               |               |               |               |                  |                  |      |
| Giuliana Poletti Michelle Valiente | Melissa / Brandie | 0:2 (16:21, 12:21)        | 3            | 4            | ausgeschieden | ausgeschieden | ausgeschieden | ausgeschieden | ausgeschieden | ausgeschieden | ausgeschieden    | ausgeschieden    | 19   |
| Giuliana Poletti Michelle Valiente | Tīna / Anastasija | 0:2 (19:21, 15:21)        | 3            | 4            | ausgeschieden | ausgeschieden | ausgeschieden | ausgeschieden | ausgeschieden | ausgeschieden | ausgeschieden    | ausgeschieden    | 19   |
| Giuliana Poletti Michelle Valiente | Esmée / Zoé       | 1:2 (21:23, 21:18, 12:15) | 3            | 4            | ausgeschieden | ausgeschieden | ausgeschieden | ausgeschieden | ausgeschieden | ausgeschieden | ausgeschieden    | ausgeschieden    | 19   |

### Fußball
Über das vorolympische CONMEBOL-Turnier konnten sich Paraguays Fußballer für das olympische Turnier qualifizieren.
| Wettbewerb      | Männer (Spiele/Tore) |
| --------------- | --- |
| Athleten        | Fabián Balbuena (4/1) Gustavo Caballero (3/0) Alexis Cantero (3/0) Julio Enciso (4/1) Marcelo Fernández (3/3) Roberto Júnior Fernández (4/0) Gilberto Flores (4/0) Rodrigo Frutos (0/0) Diego Gómez (4/1) Marcos Gómez (4/0) Enso González (2/0) Ronaldo de Jesús (4/0) Alan Núñez (4/0) Kevin Parzajuk (3/0) Marcelo Pérez (4/0) Daniel Rivas (4/0) Fernando Román (1/0) Wílder Viera (2/0) |
| Trainer         | Carlos Jara Saguier |
| P-Akkreditierte | Tiago Caballero Ángel Cardozo Lucena (2/0) Facundo Insfrán Rubén Lezcano |
| Gruppenphase    | Japan (0:5) Israel (4:2) Mali (1:0) |
| Viertelfinale   | Ägypten (1:1 n. V., 4:5 i. E.) |
| Rang            | 6 |

### Golf
Über das Olympic Golf Ranking der IGF qualifizierte sich ein paraguayischer Golfer für die Olympischen Spiele.
| Athleten         | Runde 1 | Runde 2 | Runde 3 | Runde 4 | Gesamt | Par | Rang |
| ---------------- | ------- | ------- | ------- | ------- | ------ | --- | ---- |
| Männer           |         |         |         |         |        |     |      |
| Fabrizio Zanotti | 70      | 69      | 71      | 71      | 281    | −3  | 33   |

### Judo
| Athleten         | Wettbewerb       | 1. Runde  | 1. Runde | 2. Runde | 2. Runde | Achtelfinale | Achtelfinale | Viertelfinale | Viertelfinale | Trostrunde       | Trostrunde | Finale / Platz 3 | Finale / Platz 3 | Rang |
| Athleten         | Wettbewerb       | Gegner    | Ergebnis | Gegner   | Ergebnis | Gegner       | Ergebnis     | Gegner        | Ergebnis      | Gegner           | Ergebnis   | Gegner           | Ergebnis         | Rang |
| ---------------- | ---------------- | --------- | -------- | -------- | -------- | ------------ | ------------ | ------------- | ------------- | ---------------- | ---------- | ---------------- | ---------------- | ---- |
| Frauen           |                  |           |          |          |          |              |              |               |               |                  |            |                  |                  |      |
| Gabriela Narváez | Klasse bis 48 kg | V. Aymard | 11:0s3   | —        | —        | C. Costa     | 10s2:0s1     | B. Baasanchüü | 0:10s1        | A. Abuschakinowa | 0s1:10     | ausgeschieden    | ausgeschieden    | 7    |

### Leichtathletik
Laufen und Gehen
| Athleten      | Wettbewerb | Qualifikationslauf | Qualifikationslauf | Vorlauf | Vorlauf | Hoffnungslauf | Hoffnungslauf | Halbfinale    | Halbfinale    | Finale        | Finale        | Rang          |
| Athleten      | Wettbewerb | Zeit               | Rang               | Zeit    | Rang    | Zeit          | Rang          | Zeit          | Rang          | Zeit          | Rang          | Rang          |
| ------------- | ---------- | ------------------ | ------------------ | ------- | ------- | ------------- | ------------- | ------------- | ------------- | ------------- | ------------- | ------------- |
| Frauen        |            |                    |                    |         |         |               |               |               |               |               |               |               |
| Xenia Hiebert | 100 m      | 11,77 s            | 3                  | 11,82 s | 9       | ausgeschieden | ausgeschieden | ausgeschieden | ausgeschieden | ausgeschieden | ausgeschieden | ausgeschieden |
| Männer        |            |                    |                    |         |         |               |               |               |               |               |               |               |
| César Almirón | 200 m      | —                  | —                  | 20,87 s | 6       | DSQ           | DSQ           | ausgeschieden | ausgeschieden | ausgeschieden | ausgeschieden | ausgeschieden |

### Rudern
Bei der panamerikanischen Qualifikationsregatta in Rio de Janeiro konnte Paraguay Quotenplätze für beide Einer-Boote gewinnen.
| Athleten         | Wettbewerb | Vorlauf     | Vorlauf | Vorlauf       | Hoffnungslauf | Hoffnungslauf | Hoffnungslauf | Viertelfinale | Viertelfinale | Viertelfinale  | Halbfinale  | Halbfinale | Halbfinale    | Finale      | Finale | Rang |
| Athleten         | Wettbewerb | Zeit        | Rang    | Qualifikation | Zeit          | Rang          | Qualifikation | Zeit          | Rang          | Qualifikation  | Zeit        | Rang       | Qualifikation | Zeit        | Rang   | Rang |
| ---------------- | ---------- | ----------- | ------- | ------------- | ------------- | ------------- | ------------- | ------------- | ------------- | -------------- | ----------- | ---------- | ------------- | ----------- | ------ | ---- |
| Frauen           |            |             |         |               |               |               |               |               |               |                |             |            |               |             |        |      |
| Alejandra Alonso | Einer      | 7:52,44 min | 4       | Hoffnungslauf | 7:57,14 min   | 1             | Viertelfinale | 7:47,40 min   | 4             | Halbfinale C/D | 7:56,50 min | 4          | D-Finale      | 7:42,09 min | 1      | 19   |
| Männer           |            |             |         |               |               |               |               |               |               |                |             |            |               |             |        |      |
| Javier Insfran   | Einer      | 7:14,14 min | 5       | Hoffnungslauf | 7:08,29 min   | 2             | Viertelfinale | 7:31,50 min   | 6             | Halbfinale C/D | 7:00,93 min | 3          | C-Finale      | 6:50,48 min | 5      | 17   |

### Schwimmen
| Athleten      | Wettbewerb          | Vorlauf     | Vorlauf | Halbfinale    | Halbfinale    | Finale        | Finale        | Rang |
| Athleten      | Wettbewerb          | Zeit        | Rang    | Zeit          | Rang          | Zeit          | Rang          | Rang |
| ------------- | ------------------- | ----------- | ------- | ------------- | ------------- | ------------- | ------------- | ---- |
| Frauen        |                     |             |         |               |               |               |               |      |
| Luana Alonso  | 100 m Schmetterling | 1:03,09 min | 29      | ausgeschieden | ausgeschieden | ausgeschieden | ausgeschieden | 29   |
| Männer        |                     |             |         |               |               |               |               |      |
| Matheo Mateos | 200 m Lagen         | 2:03,45 min | 20      | ausgeschieden | ausgeschieden | ausgeschieden | ausgeschieden | 20   |